# Caprorhinus ranohirae
Caprorhinus ranohirae is een rechtvleugelig insect uit de familie Pyrgomorphidae. De wetenschappelijke naam van deze soort is voor het eerst geldig gepubliceerd in 1963 door Kevan.